# Славко Домазет
Славко В. Домазет (Влаховићи код Љубиња, 27. јануар 1933 — Смедерево, 19. април 2005) био је новинар, истраживач, истограф и шаховски публициста.

## Образовање
Славко В. Домазет је рођен 1933. године у Влаховићима код Љубиња (Босна и Херцеговина). Основну и средњу школу завршио је у Смедереву, а након тога је студирао на Правном Факултету у Београду. Након завршених основних студија је уписао магистарске студије на Правном факултету у Нишу и брани магистарску тезу (Некнада штет услед проузроковане смрти) 1959. године. Докторску дисертацију (Станарско право - ново субјективно право у нашем систему) је одбранио на Правном факултету у Крагујевцу 1984. године. Завршио је и школу резервних официра у Задру 1958. године.

## Каријера
Домазет је своју каријеру правника започео 1956. године када је радио као приправник код адвоката М. Ристића у Смедереву. Након рада код Ристића прелази да буде приправник у Градском народном одбору у Смедереву 1958. године и остаје ту годину дана. Био је шеф за имовинско-правне послове Скупштине општине Смедерево од 1959. до 1962. године. Радио је као општински јавни правобранилац Смедерева од 1962. до 1998. године и као хонорарни наставник из групе правних предмета у Школи ученика у привреди и Економској школи у Смедереву.

### Шах
Домазет је волео шах. Осим писања о шаху, био је помоћник секретара у Шаховском клубу Смедерево од 1947. године, а касније је био и секретар, председник и потпредседник. Био је и члан Акционог одбора Шах у школе Шаховског савеза Србије, Програмског савета Издавачког предузећа Шаховски информатор, Главног одбора Шаховског савеза Србије у више сазива и Републички шаховски судија.
Као публициста је боравио на Шаховској олимпијади у Солуну 1984. године, на мечу првака света Карпов-Корчној у Мерану и на мечу за првенство света у шаху у Фелдену 1982.

## Писање
Домазет је био и плодан аутор. Писао је о историји шаха, занимљивостима из света шаха, историји Смедерева и околине, као и о животу и раду Бранислава Нушића. Био је сарадник новина: „Наш глас“, „Политика“, „Илустрована политика“, „Кекец“ и „Шаховски гласник“.

### Леонтије Павловић о Домазету
Др Леонтије Павловић, научни саветник, о раду Славка Домазета каже : „Начин рада Домазета је теренски и треба послужити као путоказ младим нараштајима истраживача и писаца о Смедереву. Аутор воли Смедерево, живи са њим делећи свој живот између професије правника, новинара и радног места и писца“.

### О књизи "Смедерево и Смедеревци"
У књизи „Смедерево и Смедеревци“, Домазет на занимљив начин објашњава историју појма Смедерево. Упознаје читаоца са појмовима који у свом називу садрже појам Смедерево. Смедеревци и Смедеревке су становници Смедерева. Смедеревка као женско име је постојало у Смедереву, а презиме се први пут појавило у Београду, Панчеву.
Смедерево је у средњем веку била престоница Србије, а деспот Ђурађ Бранковић је носио надимак Смедеревац.
У 15. веку је на двору деспота живео Кир Стефан Доместик - Смедеревац, који је био први српски композитор. Данашњи хор Музичке школе носи његово име Кир Стефан.
У 19. веку, тачније 1894. године, изашао је лист под називом Смедеревац, чији је уредник био Петар. Ђ. Ранчић. А 1994. године је под истим именом изашао недељни информативни лист, чији је власник био Славко Јовановић. У 20. веку је постојао Фудбалски клуб “Ђурађ Смедеревац“. Вук Караџић је посетио Смедерево и то име је унео у свој Српски рјечник. Где је објаснио појам Смедерево. Навео је да се Смедерево пише и изговара као Семендра.
Сматрало се да је Смедерево добило име по средњовековном српском имену Смендер. Славу Смедерева пронело је чувено бело грожђе- Смедеревка, које је стизало и на трпезе становника западне Европе, као и бело вино. Чувени је шпорет Смедеревац, направљен у фабрици „Милан Благојевић“ у Смедереву.

## Лични живот
Његова ћерка је Сања Домазет. Домазет се пензионисао 1998. године, али је наставио да пише. Преминуо је 19. априла 2005. године и сахрањен је на Старом гробљу у Смедереву.